# Бориков, Никита Александрович
Никита Александрович Бориков (бел. Мікіта Аляксандравіч Борыкаў; род. 1992, Рогачёв, Гомельская область) — белорусский гребец на байдарках, двукратный чемпион мира, двукратный чемпион Европы 2024 года, призёр чемпионатов мира и Европы. Участник летних Олимпийских игр 2020 года. Мастер спорта Республики Беларусь международного класса.

## Биография

### Спортивная карьера
На чемпионате Европы 2017 года в Болгарии Никита завоевал две медали. Стал бронзовым призёром в четвёрках на дистанции 500 метров и серебряную в одиночках на дистанции 500 метров.
В Сегеде, на чемпионате мира 2019 года, Никита завоевал серебряную медаль в одиночках на дистанции 500 метров.
В 2021 году на взрослом чемпионате мира, который прошёл в Копенгагене, Бориков стал победителем на дистанции 500 метров в байдарках-одиночках.
На летних Олимпийских играх в Токио, в 2021 году, принял участие в заездах байдарках-четвёрках. Команда Беларуси квалифицировалась в финал А и заняла итоговое пятое место.
На чемпионате Европы 2024 года в Сегеде, завоевал две золотые медали в байдарках-четвёрках, на дистанции 1000 и 500 метров.
В Самарканде, на чемпионате мира 2024 года, который состоялся сразу же после Олимпийских игр, Бориков в байдарках-двойках на дистанции 1000 метров завоевал золотую медаль.
2025 год
В июле 2025 года — бронзовая медаль чемпионата Беларуси по гребле на байдарках и каноэ на дистанции 500 м (Заславль).